# Antonio Brucioli
Antonio Brùcioli (Firenze, 1487 – Venezia, 5 dicembre 1566) è stato un umanista italiano.
Autore nel 1532 di una delle più famose traduzioni in volgare della Bibbia, messa all'Indice nel 1559, fu perseguitato come eretico dall'Inquisizione veneziana, che lo costrinse all'abiura e lo condannò al carcere.

## Biografia
Nato alla fine del XV secolo a Firenze da Francesco Brucioli, un agiato falegname, Antonio studiò filosofia, latino e greco, allievo di Francesco Cattani da Diacceto, professore di filosofia, fautore dell'impiego della lingua toscana, in luogo della latina, nelle opere filosofiche, il quale lo introdusse nel circolo intellettuale platonico che si riuniva negli Orti Oricellari, i giardini di palazzo Rucellai.
Quando nel 1522 venne scoperta la congiura anti-medicea e repubblicana ordita per assassinare il cardinale Giulio de' Medici, molti degli Oricellari ne risultarono coinvolti e mentre Brucioli, Luigi Alamanni, Zanobi Buondelmonti fuggivano a Venezia, e Giovanni Battista Della Palla a Lione, Iacopo da Diacceto e Luigi di Tommaso Alamanni - parente dell'altro Alamanni - vennero processati e decapitati.
I fuggitivi si riunirono nel 1523 a Lione, città di vivace attività editoriale, dove Brucioli ebbe i primi contatti con i riformati d'oltralpe e qui concepì probabilmente l'idea di una traduzione italiana della Bibbia. Infatti circolavano già traduzioni in francese delle Scritture e a Lione vide l'umanista Sante Pagnini, che stava preparando la sua nuova traduzione latina della Bibbia dall'ebraico, lingua che il Brucioli iniziò a studiare sotto la sua guida. Nel 1525 si recò in Germania, sembra per perorare il tentativo di Massimiliano Sforza di essere rimesso a capo del Ducato di Milano.
Nel 1526 Brucioli si trovava a Venezia per pubblicarvi, per i tipi di Gregorio de' Gregori, i Dialogi della morale philosophia, poi rivisti e ristampati nel 1528, nel 1537, nel 1538, nel 1544 e nel 1556. I virtuosi sono i migliori cittadini cui affidare il governo della Repubblica, e questi si trovano massimamente nelle classi medie, perché queste possono accedere a quella istruzione che insegna loro le virtù civiche e, rispetto alle aristocratiche, hanno un maggior senso della moderazione politica e una minore possibilità di corrompere i costumi. Platone e Aristotele si ritrovano insieme nella riflessione del Brucioli, formatasi nei colloqui degli Orti fiorentini insieme con il realismo del Machiavelli, il rifiuto del governo aristocratico e mercantile dei Medici e la condanna dell'ingerenza clericale in politica, portatrice d'infiniti disordini, come aveva dimostrato la disastrosa esperienza savonaroliana, e incompatibile con la missione ecclesiastica a insegnare il vangelo e a migliorare così la moralità civica.
Nel 1527, con il Sacco della Roma di Clemente VII i Medici dovettero nuovamente allontanarsi da Firenze, che proclamò la Repubblica e riaccolese i fuorusciti anti-medicei. Anche Brucioli tornò a Firenze dove però si affermarono al governo cittadino i seguaci del Savonarola, che ora perseguivano una politica filo-imperiale e anti-francese. Brucioli, che pubblicò nel 1528 una nuova edizione dei Dialogi dedicata al comandante delle truppe fiorentine Ercole d'Este, iniziò a polemizzare con i piagnoni e i domenicani di San Marco che, a suo avviso, mettevano in pericolo la sopravvivenza della Repubblica.
Compito dei frati, diceva il Brucioli, doveva essere quello di badare «a dir degli ufizi, e non impacciarsi degli stati; che non sapeva, a che servissero tanti varj abiti e tante diversità di regole, che tutti arebbono ad andar vestiti a un modo, sotto una regola medesima; la peste delle città e le rovine delle repubbliche essere più d'altri i frati, e allegava l'esempio di fra Girolamo, che aveva diviso e malcondotto Firenze; diceva ancora, che dove anticamente ne' testamenti si facevano de' lasci alle repubbliche, o per fortificazione o per ornamenti delle città o per riparamento de' fiumi o per rassettamento delle strade, oggidì si lasciano a frati, perché ridendosi eglino di cotali sciocchi, si stiano non a lavorare, ma a trionfare e poltroneggiare ne' conventi».
A seguito di sue lettere indirizzate al re francese, al quale denunciava «che il governo di Firenze è ridotto con homini plebei et che e' nobili sono bistratati e malvisti, di modo che, se non si provede, è per durar poco tempo» e delle sue presunte minacce di far incendiare il convento domenicano, nel giugno 1529 Brucioli venne arrestato con l'aggiunta dell'accusa di essere luterano. Bandito da Firenze per due anni, Brucioli si ritirò a Venezia.

### A Venezia
A Venezia, mentre manteneva la famiglia correggendo le bozze nelle tipografie, fu particolarmente attivo come traduttore delle Scritture e di testi classici. Nel 1530 apparve la sua traduzione del Nuovo Testamento e, due anni dopo, della Bibbia, che egli presentò come tradotta direttamente dagli originali ebraici e greci, ma che in realtà, per quanto riguarda il Vecchio Testamento, è in gran parte desunta dalla versione latina di Sante Pagnini, pubblicata nel 1527. La Bibbia del Brucioli fu la versione più consultata tra gli evangelici italiani sparsi per l'Europa fino alla comparsa della traduzione del Diodati nel 1607.
Nel 1531 pubblicò i Salmi, mentre dei classici latini tradusse nel 1538 la Retorica e nel 1539 Il sogno di Scipione di Cicerone; nel 1543 e nel 1548 comparve la Storia naturale di Plinio il Vecchio. Pubblicò anche un'edizione del Decamerone di Boccaccio nel 1538 e delle Rime e dei Trionfi del Petrarca.
Nel 1534 aveva pubblicato il Compendio di tutte l'orazioni de' santi padri, profeti et apostoli, raccolte da sacri libri del Vecchio e Nuovo Testamento, che non è altro che la traduzione delle Precationes biblicae sanctorum patrum, illustrium virorum et mulierum utriusque Testamenti del protestante Otto Brunfels, non però citato dal Brucioli, pubblicate a Strasburgo nel 1528, nel quale il Brunfels invitava alla tolleranza religiosa e, insieme, si faceva sostenitore del nicodemismo in quelle terre ove fosse preclusa la libertà di espressione religiosa, tesi ribadita dal Brucioli anche nel Nuovo commento in tutte le celesti ed divine epistole di san Paulo del 1544.
Nel 1541 Brucioli aprì con i fratelli Alessandro e Francesco una propria tipografia, che dal 1542 stampò sette volumi di propri commenti alle Scritture. Nei commenti al Nuovo Testamento il domenicano Ambrogio Catarino Politi individuò l'inserimento di parte delle Ennarrationes perpetuae in Sacra quattuor Evangelia che il protestante Martin Bucer aveva pubblicato nel 1530 a Strasburgo e nel 1536 a Basilea. Processato dall'Inquisizione veneziana, Brucioli fu condannato il 21 novembre 1548 al pagamento di una ammenda di 50 ducati e bandito da Venezia per due anni. Brucioli raggiunse allora Ferrara, dove fu accolto dalla moglie di Ercole II d'Este, la calvinista Renata di Francia, alla quale l'anno prima egli aveva indirizzato una Epistola intorno a Christo Messia.
Al ritorno a Venezia, dovette mantenere un atteggiamento prudente, e si diede a pubblicare traduzioni delle opere di Aristotele, il De caelo et mundo, la De generatione et corruptione, il De anima, la Fisica, i Meteorologici. Era diventato agente del duca di Toscana Cosimo I al quale riferiva dei movimenti degli esuli fiorentini: aveva certo bisogno di denaro e non si faceva più illusioni sulla possibilità di una restaurazione della Repubblica a Firenze, come non credeva più alla possibilità di educare i cittadini al buon governo, tanto da rivalutare una figura da lui già disprezzata, come il Savonarola, del quale aveva pubblicato le prediche.
Il nome di Brucioli ricorse nelle confessioni di don Pietro Manelfi, il prete che, già anabattista, ritornò nella Chiesa cattolica denunciando i suoi vecchi compagni nel 1551. Antonio Brucioli comparve così nuovamente di fronte all'Inquisizione di Venezia nel 1555: dall'esame dei suoi scritti furono individuate espressioni eretiche e il 22 giugno 1555 egli abiurò. Tutti i suoi scritti di carattere religioso furono bruciati e gli fu imposto di pubblicare l'abiura e di non stampare nulla senza preventiva autorizzazione dell'Inquisizione.
Brucioli era ormai vecchio e ridotto in miseria quando nell'aprile 1558 comparve nuovamente di fronte al tribunale dell'Inquisizione: ora l'accusa era di non aver pubblicato l'abiura del 1555, ma uno scritto nel quale sosteneva, contro l'opinione della Chiesa, che Cristo bensì aveva istituito il battesimo e l'eucaristia ma non gli altri sacramenti. Gettato in carcere, gli fu concesso in novembre di tornare in casa, fermo restando il divieto di uscirne.
L'ultima notizia che lo riguarda è la supplica che la moglie Lucia Marqual rivolse nel 1561 al tribunale: «ritrovandosi Antonio Brucioli mio marito, costituto, in età decrepita et in estrema miseria et tale calamità che veramente patisce ogni crudele incommodo et sarà sforzato morirsene di fame se da vostre signorie reverende et clarissime non sarà agiutato». Altro di Brucioli non si conosce, salvo la morte avvenuta a Venezia il 5 dicembre 1566.

## Opere, traduzioni ed edizioni
- Dialogi della morale philosophia, Venezia, Gregorio de' Gregori, 1526.
- Il Nuovo Testamento, di greco nuovamente tradotto in lingua toscana per Antonio Brucioli, Venezia, Lucantonio Giunti, 1530.
- Psalmi di David nuovamente dalla Hebraica verità, tradotti in lingua Toscana per Antonio Brucioli, Venezia, Lucantonio Brucioli, 1531.
- La Biblia quale contiene i sacri libri del Vecchio Testamento, tradotti nuovamente da la hebraica verità in lingua toscana da Antonio Brucioli. Co' divini libri del nuovo testamento di Christo Giesu signore et salvatore nostro. Tradotti di greco in lingua toscana pel medesimo, a cura di Antonio Brucioli, impresso in Vinegia, ne le case di Lucantonio Giunti fiorentino, 1532.
- Annotationi di Antonio Brucioli, sopra i Proverbi di Salomo, tradotti per esso, dalla ebraica verita, in lingua toscana, Venezia, Aurelio Pinzi, 1533.
- Compendio di tutte l'orazioni de' santi padri, profeti et apostoli, raccolte da sacri libri del Vecchio e Nuovo Testamento, Venezia, Aurelio Pinzi, 1534.
- I sacri Psalmi di David, distinti in cinque libri, tradotti dalla ebraica verità in lingua toscana, et con nuovo commento dichiarati, Venezia, Aurelio Pinzi, 1534.
- Il libro di Iob, tradotto dalla ebraica verità, in lingua italiana, et con nuovo commento dichiarato, Venezia, Aurelio Pinzi, 1534.
- L'Ecclesiasto di Salomo, tradotto dalla ebraica verità in lingua toscana, et con nuovo commento dichiarato, Venezia, Bartolomeo Zanetti, 1536.
- La Cantica di Salomo, tradotta dalla ebraica verità in lingua toscana, et con nuovo commento dichiarata, Venezia, Bartolomeo Zanetti, 1536.
- Dialogi di Antonio Brucioli della morale philosophia, Venezia, Bartolomeo Zanetti, 1537.
- Dialogi di Antonio Brucioli della morale philosophia, libro primo, Venetia, per Bartholomeo Zanetti Casterzagense, 1537.
- Dialogi di Antonio Brucioli della naturale philosophia humana, libro secondo, Venetia, per Bartholomeo Zanetti Casterzagense, 1537.
- Dialogi di Antonio Brucioli della naturale philosophia, libro terzo, Venetia, per Bartholomeo Zanetti da Brescia, 1537.
- Dialogi di Antonio Brucioli della metaphisicale philosophia, libro quarto, Venetia, per Bartholomeo de Zanetti, 1538.
- Il Nuovo Testamento, di greco nuovamente tradotto in lingua toscana, per Antonio Brucioli, con bellissime prefazioni, Antwerp, Grapheus, Johannes, 1538.
- La Biblia quale contiene i sacri libri del Vecchio Testamento, tradotti da la hebraica verità in lingua toscana per Antonio Brucioli, aggiuntivi duoi libri di Esdra, et piu capitoli in Daniel, et in Ester, nuovamente trovati, et il terzo libro de Machabei. Co divini libri del Nuovo Testamento di Christo Giesu signore, et salvatore nostro. Tradotti dal greco pel medesimo. Con due tavole l'una delle quali mostra i luoghi dove sieno i libri, et l'altra dichiara quello che particolarmente si contiene in ciascun libro. Con le concordantie del vecchio, et Nuovo Testamento, Venezia, Francesco Bindoni e Maffeo Pasini, 1538.
- Il Nuovo Testamento di Christo Giesu signore et salutatore nostro, di greco nuovamente tradotto in lingua toscana, per Antonio Brucioli. Con la tavola con la quale si possono trovare le Epistole et gli Evangelii che per tutto l'anno si dicono nelle messe, Venezia, Francesco Bindoni e Maffeo Pasini, 1539.
- La Biblia quale contiene i sacri libri del Vecchio Testamento, tradotti da la hebraica verità in lingua toscana per Antonio Brucioli, aggiuntivi duoi libri di Esdra, et piu capitoli in Daniel, et in Ester, nuovamente trovati, et il terzo libro de Machabei. Co divini libri del Nuovo Testamento di Christo Giesu signore, et salvatore nostro. Tradotti dal greco pel medesimo. Con due tavole l'una delle quali mostra i luoghi dove sieno i libri, et l'altra dichiara quello che particolarmente si contiene in ciascun libro. Con le concordantie del Nuovo et Vecchio Testamento, Venezia, Federico Torresano e Bartolomeo Zanetti, 1539.
- Il Nuovo Testamento di Christo Giesu signore e salvatore nostro. Di greco tradotto in lingua toscana, per Antonio Brucioli, Venezia, Bartolomeo Zanetti, 1540.
- I sacrosanti libri del Vecchio testamento. Tradotti dalla ebraica verità in lingua italiana, et con breve et catholico commento dichiarati, Venezia, Bartolomeo Zanetti, 1540.
- Prediche del reverendo padre fra Gieronimo da Ferrara per tutto l'anno nuovamente con somma diligentia ricorrette, Vinegia, per Giouanni Antonio di Volpini, 1540.
- Il Nuovo Testamento di Christo Giesu signore et salvatore nostro. Di greco tradotto in lingua toscana, Venezia, Bernardino Bindoni, 1541.
- La Biblia la quale in sé contiene i sacrosanti libri del Vecchio et Nuovo Testamento nuovamente tradotti da la hebraica et greca verità in lingua toscana. Per Antonio Brucioli. Con le concordantie di tutta essa scrittura santa. Et con due tavole l'una delle quali mostra i luoghi et l'ordine di quella, et l'altra dichiara tutte le materie che si trattono in essa, Venezia, Francesco Brucioli e fratelli, 1541.
- Il Nuovo Testamento di Christo Giesu Signore et Salvatore nostro. Di greco tradotto in lingua Toscana, per Antonio Brucioli, Venezia, s. t., 1541-1544.
- Commento di Antonio Brucioli. In tutti i sacrosanti libri del Vecchio, et Nuovo Testamento, dalla hebraica verità, et fonte greco per esso tradotti in lingua toscana, Venezia, Alessandro Brucioli e fratelli, 1542-1547.
- Trattato della sphera, nel quale si dimostrano, & insegnano i principii della astrologia raccolto da Giovanni di Sacrobusto, & altri astronomi, & tradotto in lingua italiana per Antonio Brucioli et con nuoue annotationi in piu luoghi dichiarato, Venetia, per Francesco Brucioli & i frategli, 1543.
- Historia naturale di C. Plinio Secondo di latino in volgare tradotta per Christophoro Landino, et nuovamente in molti luoghi, dove quella mancaua, supplito, et da infiniti errori emendata, et con somma diligenza corretta per Antonio Brucioli. Con la tauola similmente castigata, Venetia, appresso Gabriel Iolito Di Ferrarii, 1543.
- Nuovo commento in tutte le celesti ed divine epistole di san Paulo, Venezia, Francesco Brucioli e fratelli, 1544.
- I Psalmi di David tradotti dalla hebraica verità, et con brevi proemii dichiarati, Venezia, Francesco Brucioli e fratelli, 1544.
- Il Nuovo Testamento di Giesu Christo salvatore nostro, di Greco tradotto in vulgare italiano, Venezia, Francesco Brucioli e fratelli 1544
- La Retorica di Aristotile, Venezia, Curzio Troiano Navò, 1545.
- Tomo secondo nel quale si contengono Iob i Psalmi i Prouerbi L'Ecclesiasto la Cantica, Venetia, Alessandro Brucioli, 1546.
- Tomo terzo nel quale si contengono Esaia. Ieremia. Ezechiel. Daniel, Venetia, per Alessandro Brucioli, & i frategli, 1546.
- La Biblia la quale in se contiene i sacrosanti libri del Vecchio et Nuovo Testamento tradotti da la hebraica et greca verità in lingua toscana, nuovamente corretta et con ogni diligentia stampata. Con le concordantie di tutta essa scrittura santa, et li summari de ciascun capitolo. Et con due tavole l'una delle quali mostra i luoghi et l'ordine di quella, et l'altra dichiara tutte le materie che si trattono in essa, Venezia, Girolamo Scoto, 1547.
- Il Nuovo Testamento di Giesu Christo, salvatore nostro, di greco tradotto in vulgare italiano, Venezia, Alessandro Brucioli e fratelli 1547
- Gli otto libri della Republica che chiamono Politica di Aristotile nuovamente tradotti di greco in vulgare italiano, Venezia, Alessandro Brucioli e fratelli, 1547.
- Il Nuovo Testamento di Giesu Christo salvatore nostro, di greco tradotto in vulgare italiano, per Antonio Brucioli, Lyon, Guillaume Gazeau, Philibert Rollet e Barthélemy Frein, 1547.
- Historia naturale di C. Plinio Secondo. Nuovamente tradotta di latino in vulgare toscano per Antonio Brucioli, Venetia, per Alessandro Brucioli, & i frategli, 1548.
- La Biblia la quale in sé contiene i sacrosanti libri, del Vecchio et Nuovo Testamento tradotti da la hebraica et greca verità in lingua toscana, nuovamente corretta et con ogni diligentia ristampata. Con le concordantie di tutta essa scrittura santa, et li summari di ciascun capitolo. Et con due tavole, l'una delle quali mostra i luoghi et l'ordine di quella, et l'altra dichiara tutte le materie che si trattano in essa, Venezia, Domenico Giglio, 1551.